# Lagocheirus kathleenae
Lagocheirus kathleenae es una especie de escarabajo longicornio del género Lagocheirus, tribu Acanthocinini, subfamilia Lamiinae. Fue descrita científicamente por Hovore en 1998.

## Descripción
Mide 16,5-24 milímetros de longitud.

## Distribución
Se distribuye por Costa Rica y Panamá.